# Hyloscirtus mashpi
Hyloscirtus mashpi é uma espécie de anfíbio anuro da família Hylidae. Está presente no Equador. A UICN classificou-a como em perigo crítico.